# Campina Grande
Campina Grande város Brazíliában, Paraíba államban. Lakosainak száma 419 379 fő (2022). Campina Grande Boqueirão, Pocinhos, Queimadas, Paraíba, Caturité, Puxinanã, Boa Vista, Fagundes, Ingá, Lagoa Seca, Massaranduba és Riachão do Bacamarte községekkel határos.

## Népesség
A település népességének változása:
| Lakosok száma | 355 331 | 385 213 | 405 072 | 411 807 | 413 830 | 419 379 |
|               | 2000    | 2010    | 2015    | 2020    | 2021    | 2022    |